# Saint-Rambert-en-Bugey
Saint-Rambert-en-Bugey je naselje in občina v jugovzhodnem francoskem departmaju Ain regije Rona-Alpe. Leta 2004 je naselje imelo 2.167 prebivalcev.

## Geografija
Kraj se nahaja v pokrajini Bugey, 46 km jugovzhodno od središča departmaja Bourga.

## Administracija
Saint-Rambert-en-Bugey je sedež istoimenskega kantona, v katerega so poleg njegove vključene še občine Arandas, Argis, Chaley, Cleyzieu, Conand, Évosges, Hostiaz, Nivollet-Montgriffon, Oncieu, Tenay in Torcieu s 4.949 prebivalci. 
Kanton je sestavni del okrožja Belley.

## Zgodovina
Občina je prevzela ime od svetega Ramberta (sv. Ragnebert), ki je bil umorjen na tem mestu v 7. stoletju. Kraj je kmalu zatem postal priljubljen romarski cilj, v njem pa je bila postavljena tudi opatija.

1. ↑  »Populations légales 2016«. Nacionalni inštitut za statistične in gospodarske raziskave. Pridobljeno 25. aprila 2019.